# Matías Vecino
Matías Vecino Falero, född 24 augusti 1991 i Canelones, är en fotbollsspelare från Uruguay. Han spelar i den italienska Serie A-klubben Lazio.
Vecino deltog i Uruguays U20-lag vid sydamerikanska U20-mästerskapet i fotboll 2011 samt U20-världsmästerskapet i fotboll 2011.